# Emersacker
Emersacker est une commune allemande de Bavière située dans l'arrondissement d'Augsbourg et le district de Souabe.

## Géographie

Situation d'Emersacker (en rouge) dans la communauté d'administration de Welden (en violet) et dans l'arrondissement d'Augsbourg

Emersacker est située dans le Parc naturel d'Augsbourg-Westliche-Wälder, sur la rivière Laugna, sous-affluent du Danube par la Zusam, à la limite avec l'arrondissement de Dillingen, à 25 km au nord-ouest d'Augsbourg. La commune fait partie de la communauté d'administration de Welden.
Communes limitrophes (en commençant par le nord et dans le sens des aiguilles d'une montre) : Zusamaltheim, Laugna, Heretsried, Bonstetten, Welden et Altenmünster.

## Histoire
La première mention écrite d'Emersacker date de 1169. En 1613, le village est acquis par la famille Fugger qui y construit un château qui sert aujourd'hui d'hôtel de ville.
En 1803, lors du Recès d'Empire, Emersacker est rattachée au royaume de Bavière. Le village reçoit le statut de commune en 1818 et rejoint l'arrondissement de Wertingen jusqu'en 1972.

## Démographie
| 1840 | 1871 | 1900 | 1925 | 1939 | 1950 | 1961 | 1970 | 1987  |
| ---- | ---- | ---- | ---- | ---- | ---- | ---- | ---- | ----- |
| 543  | 532  | 546  | 615  | 608  | 898  | 790  | 936  | 1 012 |

| 2000  | 2005  | 2009  | - | - | - | - | - | - |
| ----- | ----- | ----- | - | - | - | - | - | - |
| 1 364 | 1 424 | 1 389 | - | - | - | - | - | - |